# Ginger Island
Ginger Island er en lille ø i øgruppen de Britiske Jomfruøer i Caribien.
Ginger Island ligger i omkring 10 km sydøst for hovedøen Tortola. Øen er af vulkansk oprindelse og har et areal på omkring 2 kvadrat miles. Den nordøstlige kyst er meget stejl og stenet. Den højeste elevation er omkring 350 m over havets overflade. Øen har ingen fastboende befolkning, men på vigen South Bay er nogle ankerpladser. Øen kan kun nås med skib og er et populært udflugtsmål sted specielt til dykning. 